# Bartleby, l'escrivent
Bartleby, l'escrivent és un relat de ficció de l'escriptor estatunidenc Herman Melville. L'obra es pot definir com a novel·la breu o com a conte llarg. Aparegué per primera vegada anònimament en dues parts a les edicions del novembre i el desembre del 1853 de la revista Putnam's Magazine, i fou reimpresa amb algun canvi textual menor al recull de contes The Piazza Tales el 1856.

## Argument
L'obra és narrada per un advocat de Nova York que un dia contracta un escrivent de nom Bartleby, que en un primer moment es mostra treballador i afable tot i l'actitud reservada que té. A l'oficina, situada a Wall Street hi treballa com a escrivent, juntament amb altres dos homes i un noi que s'encarrega de fer encàrrecs. Tot va bé fins que un dia, requerit per l'amo per a fer una tasca contesta que «preferiria no fer-ho». A partir d'aquest moment comença una actitud passiva amb la feina i amb la vida que el durà a la destrucció com a individu, malgrat que el seu amo l'intenta fer entrar en raó. Fins i tot, l'advocat canvia d'oficina davant la negativa de Bartelby de marxar-ne i això li portarà problemes amb els nous llogaters i l'amo de l'antic edifici. Finalment el tanquen a la presó, on encara rebrà la visita de l'advocat, que vetllarà per ell, però fidel als seus refusos i a la passivitat, morirà d'inanició poc temps després.

## Anàlisi
L'obra no fou entesa en el moment en el qual fou publicada, ja que el tema és prou innovador per l'època, la de la destrucció voluntària del mateix individu, cosa que el fa proper a obres com les de Franz Kafka. No va ser apreciada fins cent anys després de ser publicada.
Bartleby pot considerar-se un defensor del nihilisme extrem (i invers, ja que la seva voluntat és justament no actuar) o un afectat per una depressió aguda, hereu de l'spleen baudelairià. També s'ha vist com una crítica al sistema, perquè la seva negativa sorgeix quan li demanen tasques mecàniques i alienants, tot i que després va expandint-se, i es descobreix a més a més que el jove no té casa ni gaires recursos.